# 松岡知重
松岡 知重（まつおか ちえ、1967年7月5日 - ）は、日本の元グラビアアイドル、女優。京都府出身。身長159cm。B・84cm、W・56cm、H・86cm。本名は佐藤 知恵（さとう ちえ）。暁子事務所に所属していた。

## 経歴
1983年、ミス着物コンテストで準優勝。1987年から「松岡 知恵」（読み同じ）の芸名で1年間活動した後、1988年にゼネラル石油キャンペーンガールに選ばれ、以降、数年に渡ってグラビアや女優業など多方面で活躍したが、現在は引退している。

## 出演作品

### 映画
- 吉原炎上（1987年、東映）
- 塀の中のプレイボール（1987年、松竹富士）
- 肉体の門（1988年、東映） - 柴田幸子 役
- 独身アパートどくだみ荘（1988年、松竹） - 立花ルミ 役
- 童貞物語4 ボクもスキーに連れてって（1990年、バンダイ）

### オリジナルビデオ
- プレイメイト殺人事件 天国へいかせて（1990年、バンダイ）

### テレビドラマ
- 太陽にほえろ!PART2 第5話「長さんの長い午後」（1986年、日本テレビ）
- 金曜女のドラマスペシャル「北陸L特急 殺しの双曲線」（1987年4月3日、フジテレビ）
- 超人機メタルダー 第28話「可愛い盗賊・きらめくダイヤに乙女の願いを!」（1987年10月25日、テレビ朝日） - レッドパンサー 役
- TBS大型時代劇スペシャル「徳川家康」（1988年1月1日、TBS）
- 長七郎江戸日記スペシャル 第2シリーズ 「一心太助とご落胤　男一匹ここにあり！ 」（1988年9月27日、日本テレビ） - 千景 役
- 名奉行 遠山の金さんシリーズ（テレビ朝日）
  - 第1シリーズ 第22話「花の吉原遊女斬り」（1988年11月17日）
  - 第2シリーズ - 第3シリーズ（1989年 - 1990年） - お町 役
- 隠密・奥の細道 第15話「無惨・お犬様奇談」（1989年、テレビ東京）
- 水戸黄門 第18部 第13話「船幽霊の謎を解け」（1988年12月5日、TBS／C.A.L） - おさき 役
- HOTEL　第1シリーズ（1990年、TBS） - 俊江 役
- 江戸中町奉行所 第1シリーズ 第5話「大奥に棲む魔物」（1990年、テレビ東京）
- 土曜ワイド劇場「美人殺しシリーズ11 新妻殺し」（1991年3月23日、テレビ朝日） - ゆかり 役

### 雑誌
- 平凡パンチ（平凡出版）
- GORO（小学館）
- スコラ（講談社）セミヌードを披露
- DELUXEマガジンORE（講談社）1989年2月号

### 写真集
- 『熱帯夜』（撮影：池谷朗）
- 『monsoon - 季節風 - 』（撮影：山岸伸）
- 『Chie』
- 『SWING』

### イメージビデオ
- EMERALD SHOWER（株式会社オリーブ）
- 薔薇と砂のILLUSION（ベル・プロダクション）
- Scholer（1989年、SCHOLAR PUBUSHERS INC）
- Jet Streem（A.V.J）
- 驟雨のぬくもり（日本メディアサプライ）
- 純愛
- ミステリック京都（ベル・プロダクション）
- シーサイドビーナス（SOUTHERN CROSS VIDEO ARTS）
- ときめきの私（パワースポーツ）
- アイドル黄金伝説 松岡知重（2002年、ブロードウェイ）